# Odpust Zupełny
Odpust Zupełny – polski zespół muzyki dawnej wywodzący się z muzyki folk.
Grupa aranżuje melodie w stylu bliskiemu muzyce folkowej czy ludowej, celowo nie podążając nurtem wierności kanonom i stylistyce wykonawstwa historycznego.
Na repertuar składają się średniowieczne dworskie pieśni i tańce trubadurów i truwerów: patetyczne i satyryczne oraz piosenki biesiadne i frywolne. Pieśni te wykonywano i tworzono niegdyś dla zabawy rycerzy i dworu, a ich treść zawierała nawiązania do historii miłosnych i obyczajowych, a także odniesienia do różnorakich bitew, wypraw krzyżowych i innych pamiętnych zdarzeń historycznych.
Drugim wątkiem muzycznym rozwijanym przez zespół są pieśni wędrownych muzykantów i grajków skomorochów (dawnych ruskich muzykantów) czy rybałtów, którzy zabawiali ludzi na jarmarkach, weselach i pogrzebach i odpustach. Zespół wykonuje głównie utwory polskie oraz włoskie, francuskie i angielskie. Towarzyszy także zespołowi tańca dawnego wykonując dworskie tańce średniowieczne i renesansowe.

## Skład
- Anna Bielak – skrzypce
- Piotr Majczyna – saz, oud, lira korbowa, mandolina, mandola
- Marcin Skrzypek – instrumenty perkusyjne
- Robert Brzozowski – kontrabas
- Paweł Giszczak – obój
- Bogdan Bracha – piszczałki

## Nagrody
Zespół zdobył Grand Prix Festiwalu Polskiego Radia Nowa Tradycja w 2003

## Dyskografia
- CD "Renesans Średniowiecza" - wyd. Nicolaus, 2005